# او-رن
شهرستان او-رَن (به فرانسوی: Haut-Rhin) در ناحیه آلزاس در کشور فرانسه واقع شده‌است.

## نگارخانه

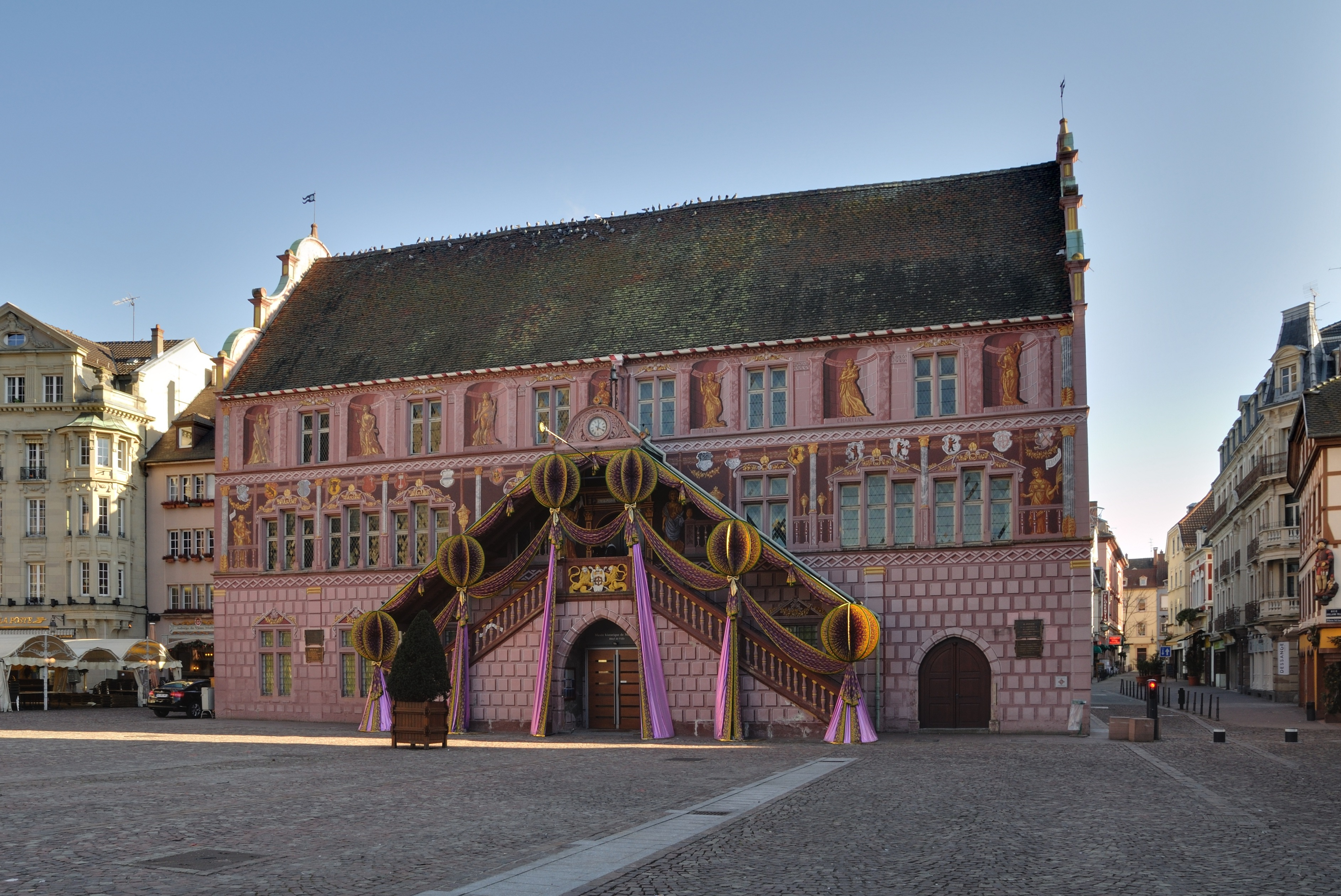
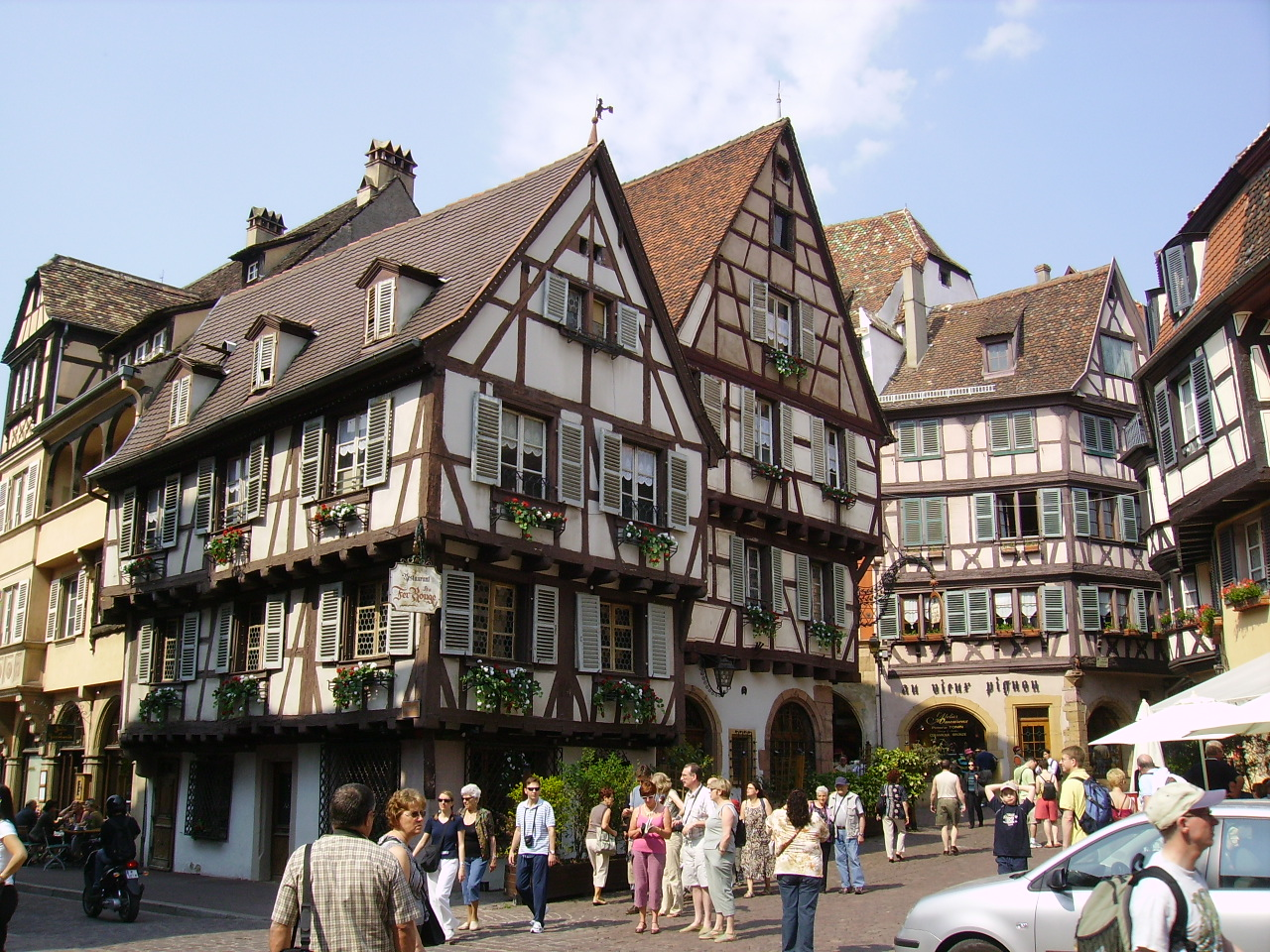
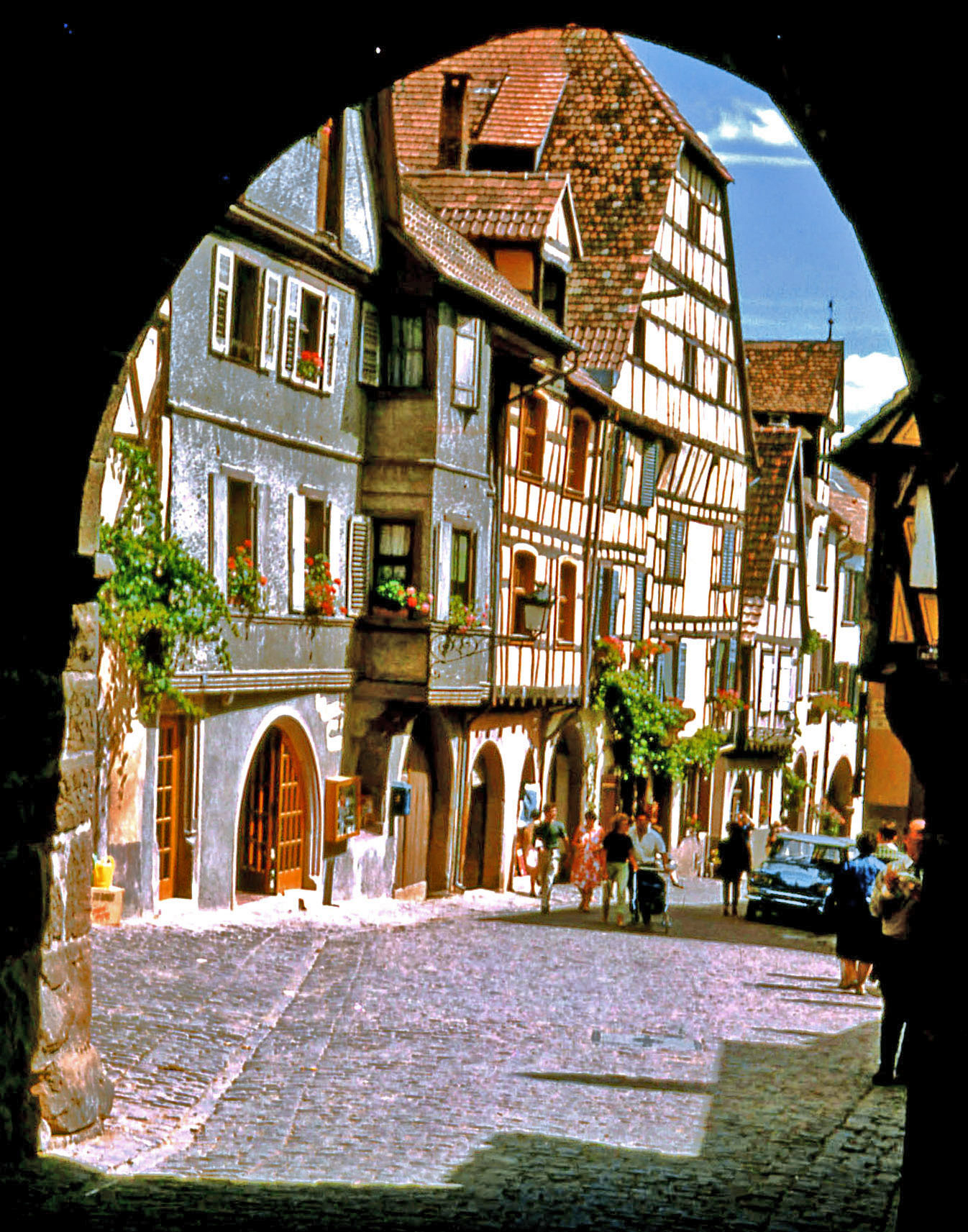
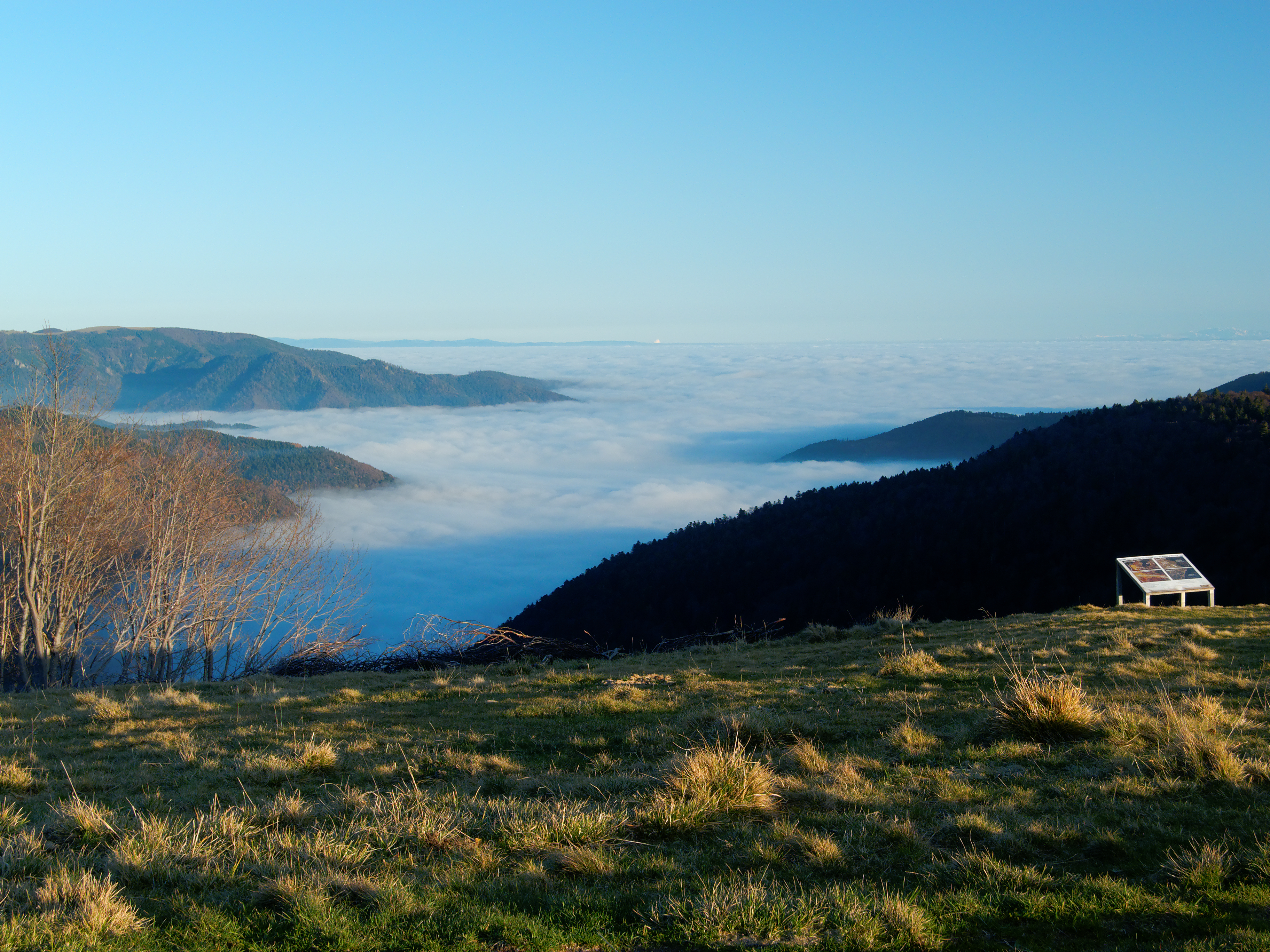
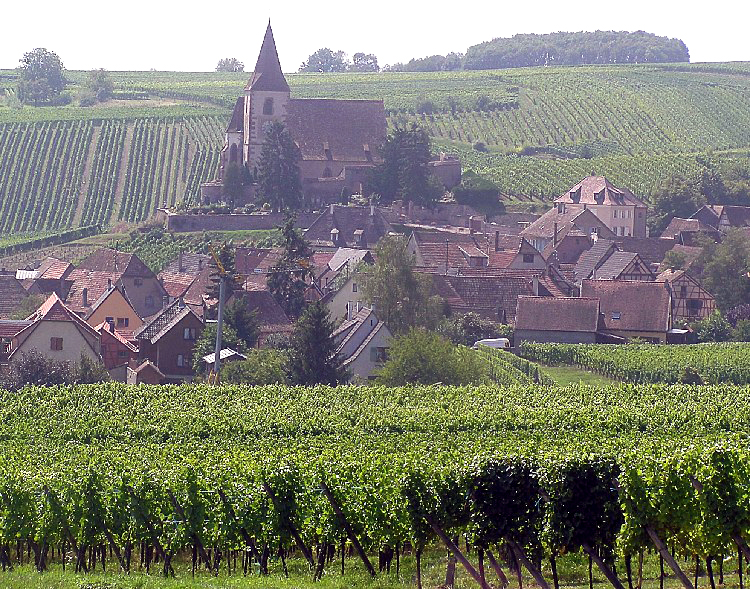